# Douglas Moreira Fagundes
Douglas Moreira Fagundes, meglio noto come Dodi (Santo Antônio do Sudoeste, 17 aprile 1996), è un calciatore brasiliano, centrocampista del Grêmio.

## Caratteristiche tecniche
È un mediano.

## Carriera
Cresciuto nelle giovanili del Criciúma, ha esordito il 23 novembre 2014 in occasione del match del match pareggiato 1-1 contro il Flamengo.

## Palmarès

### Club

#### Competizioni statali
- Campionato Gaúcho: 1

Gremio: 2024